# Нарвская операция (1944)
Нарвская наступательная операция — наступательная операция войск левого фланга Ленинградского фронта при содействии Краснознамённого Балтийского флота, проведённая 24-30 июля 1944 года с целью разгрома нарвской группировки немецких войск и освобождения города Нарвы.

## Предыстория
В феврале-марте 1944 года шли бои на Нарвском плацдарме, однако они не привели к прорыву обороны немецких войск.

## Планирование
К началу Нарвской операции на нарвском направлении оборонялись войска оперативной группы «Нарва» (5 дивизий и 2 моторизованные бригады) немецкой группы армий «Север» (командующий — генерал-полковник Ф. Шёрнер). Противник подготовил мощную многополосную оборону.
Проведение Нарвской операции командование Ленинградского фронта (командующий — маршал Л. А. Говоров) возложило на 2-ю ударную армию (командующий — генерал-лейтенант И. И. Федюнинский) и 8-ю армию (командующий — генерал-лейтенант Ф. Н. Стариков) при поддержке 13-й воздушной армии (командующий — генерал-лейтенант авиации С. Д. Рыбальченко); привлекалась также часть сил Балтийского флота (командующий — адмирал В. Ф. Трибуц).
Замысел советского командования предусматривал ударами с северо-востока через реку Нарву силами 2-й ударной армии и с юго-востока, с Нарвского плацдарма, силами 8-й армии окружить нарвскую группировку противника, разгромить её и освободить город Нарву. Переход в наступление 2-й ударной армии намечался после выхода войск 8-й армии в район Аувере.

## Ход боевых действий
24 июля началось наступление 8-й армии. Её продвижение в северо-западном направлении поставило под угрозу пути отхода противника и вынудило его начать отвод войск из-под Нарвы. В связи с этим, не ожидая выхода соединений 8-й армии в район Аувере, 25 июля в наступление перешла 2-я ударная армия, войска которой при поддержке кораблей Балтийского флота форсировали реку Нарву и к утру 26 июля совместно с войсками 8-й армии освободили город Нарву. В дальнейшем сопротивление противника резко возросло, и советские войска, отбросив его на рубеж «Танненберг», прекратили наступление.

## Боевые действия авиации

#### Подготовка операции
Военно-воздушные силы противника в июле на этом направлении перед Ленинградским фронтом имели 88 самолётов. Но они могли быть оперативно увеличены за счет основных сил 1-го воздушного флота, насчитывающего до 400 боевых самолётов, базировавшихся в Прибалтике и Финляндии.
13-я воздушная армия имела 479 самолётов. К операции были привлечены три полка Ленинградского истребительного корпуса ПВО в составе 78 самолётов. Военно-воздушные силы Балтийского флота для проведения операции выделяли 120 штурмовиков и истребителей. Такое количество самолётов позволяло надежно обеспечивать поддержку наземных войск и удерживать превосходство в воздухе.
Авиационно-инженерные службы и части авиационного тыла 13-й воздушной армии проделали большую работу по перебазированию авиационных частей и соединений с Карельского перешейка на нарвское направление. В новые районы базирования выезжали части авиационного тыла, которые подготавливали аэродромы для приема самолётов, помещения для личного состава, завозили необходимые запасы для боевой работы авиачастей.
При планировании действий 13-й воздушной армии учитывалось, что противник создал мощную оборонительную полосу. Это требовало массированного применения авиации. План взаимодействия 13-й воздушной армии с 8-й и 2-й ударной армиями предусматривал, что в первый день все усилия авиации будут сосредоточены на поддержку 8-й армии, а на следующий день на обеспечение 2-й ударной армии при форсировании Нарвы.

#### Наступление
В первый день операции, 24 июля 1944 года, сложные метеорологические условия не позволили полностью осуществить план авиационного наступления перед фронтом 8-й армии. 25 самолётов 276-й бомбардировочной дивизии, вылетавшие бомбить оборону противника, на маршруте встретили низкую облачность и вынуждены были вернуться. Вся нагрузка легла на штурмовую авиацию, которая действовала группами по 6—9 самолётов. Штурмовики подавляли и уничтожали артиллерийские и миномётные батареи, живую силу противника в траншеях, наносили удары по штабам и узлам связи.
На следующий день 74 самолёта Ил-4 113-й бомбардировочной авиадивизии и 77 самолётов Пе-2 276-й бомбардировочной авиадивизии нанесли массированный удар по позициям противника на западном берегу реки Нарва. Ударами бомбардировщиков система обороны противника была разрушена, и наземные войска успешно форсировали Нарву.
Летчики истребительной авиации прикрывали наземные войска и боевые действия бомбардировщиков и штурмовиков. Противник для сдерживания наступления наших войск привлек авиацию не только с нарвского, но и с других направлений. На второй день наступления четыре группы немецких бомбардировщиков по 11—24 Ю-87 в каждой, под прикрытием истребителей пытались бомбить наши войска и переправы через Нарву. Все наличные силы своей истребительной авиации враг бросил на борьбу с советскими бомбардировщиками и штурмовиками. 25 июля на нарвском направлении было зафиксировано 129 самолёто-пролётов вражеской авиации.
Советская истребительная авиация успешно отражала вражеские налёты. Во второй день наступления, используя улучшение погодных условий, 13-я воздушная армия полностью выполнила план боевого использования авиации, совершив за день 567 самолёто-вылетов.
Массированные удары бомбардировщиков по артиллерийским группировкам противника на западном берегу Нарвы в районе водного рубежа содействовали освобождению советскими войсками 26 июля города Нарва.
В последующие дни авиация 13-й воздушной армии оказывали непосредственную поддержку наземным войскам, прикрывая их с воздуха. Наносили удары по железнодорожным узлам и эшелонам противника, срывая переброску резервов.

## Результаты операции
В результате Нарвской операции было нанесено поражение нарвской группировке противника, освобождён город Нарва, значительно расширен плацдарм на левом берегу реки Нарва и улучшено оперативное положение советских войск для последующего удара с целью освобождения Прибалтики (Прибалтийская операция). Нарвская операция способствовала успешному наступлению 3-го Прибалтийского фронта на тартуском направлении (Тартуская операция).

### Освобождённый город
26 июля 1944 года освобождён город Нарва (оккупирован 17 августа 1941 года).
Указанные ниже сокращения наименований воинских соединений и частей, принимавших участие в освобождении города, приведены согласно Сокращённые наименования в Вооружённых Силах СССР и России.
Непосредственно в операции по его освобождению участвовали соединения и части: ЛенФ: 2 Уд. А — 131 сд, 191 сд, 21 исбр, 16 УР. 8 А — 117 ск в составе: 120 сд, 256 сд, часть сил 201 сд; 82 отд. тп, 1811 сап; 65 лабр и 42 минбр 18 адп. 13 ВА — часть сил 2 гв. иак ПВО, 277 шад, 281 шад, 275 иад, 113 бад, 276 бад. КБФ: 9 шад.

## Награждения
Войскам, участвовавшим в освобождении Нарвы, приказом ВГК от 26 июля 1944 г. объявлена благодарность и в Москве дан салют 20 артиллерийскими залпами из 224 орудий.
За отличия в боях 6 частей и соединений были награждены орденами.

## Почётные наименования соединений и частей
За успешные действия по разгрому немецких войск в ходе Нарвской операции приказом Верховного Главнокомандующего от 9 августа 1944 года отличившимся соединениям и частям были присвоены почётные наименования «Нарвские»:
| - 256-я стрелковая дивизия - 191-й стрелковый полк - 289-й стрелковый полк - 482-й стрелковый полк - 543-й стрелковый полк - 559-й стрелковый полк - 593-й стрелковый полк - 743-й стрелковый полк - 33-й отдельный пулемётно-артиллерийский батальон - 73-й отдельный пулемётно-артиллерийский батальон - 338-й отдельный пулемётно-артиллерийский батальон - 82-й отдельный танковый полк - 1811-й самоходный артиллерийский полк - 65-я лёгкая артиллерийская бригада | - 85-й корпусной артиллерийский полк - 409-й артиллерийский полк - 42-я миномётная бригада - 184-й армейский миномётный полк - 230-й миномётный полк - 21-я инженерно-сапёрная бригада - 21-й отдельный моторизованный понтонно-мостовой батальон - 34-й отдельный моторизованный понтонно-мостовой батальон - 42-й отдельный моторизованный понтонно-мостовой батальон - 123-й отдельный полк связи - 140-й бомбардировочный авиационный полк - 448-й штурмовой авиационный полк - 815-й дальнебомбардировочный авиационный полк - 943-й штурмовой авиационный полк |